# Acquafondata
Acquafondata – miejscowość i gmina we Włoszech, w regionie Lacjum, w prowincji Frosinone.
W 1944 r., w czasie walk o masyw Monte Cassino przez Acquafondatę biegła jedna z dwóch dróg zaopatrzenia dla 2. Korpusu Polskiego. Założono tu jeden z dwóch polowych cmentarzy polskich żołnierzy – głównie z 5. Kresowej Dywizji Piechoty i 4. Pułku Pancernego „Skorpion”. Pochowano m.in. por. Stefana Bortnowskiego, dowódcę 1. szwadronu czołgów pułku „Skorpion”. Na jego grobie ustawiono krzyż z gąsienic, prawdopodobnie pochodzących z transportera opancerzonego Universal Carrier, ozdobiony wizerunkiem orderu wojennego Virtuti Militari. Po ekshumacji poległych i przeniesieniu ich szczątków w 1945 r. na stały Polski Cmentarz Wojenny na Monte Cassino, krzyż z grobu por. Bortnowskiego – już bez odznaczenia, ale z pasyjką – ustawiono w Acquafondacie na rozstaju dróg zwanym Miglio (mila).
18 maja 1996 r. dzięki inicjatywie Mieczysława Rasieja, prezesa Ogniska Polskiego w Turynie, oraz Romano Neriego z Acquafondaty, odsłonięto pomnik, w którym wykorzystano historyczny krzyż. Projektantem był architekt Pietro Rogacień, syn żołnierza 2. Korpusu Polskiego. Na cokole z białego marmuru umieszczono dwujęzyczny napis upamiętniający poległych i tu pierwotnie pochowanych polskich żołnierzy.
Według danych na rok 2004 gminę zamieszkiwało 316 osób, 12,6 os./km².